# فارمنغتون هيلز
فارمنغتون هيلز (بالإنجليزية: Farmington Hills, Michigan) هي مدينة تقع بولاية ميشيغان في شمال شرق الولايات المتحدة. تبلغ مساحة هذه المدينة 86.27 (كم²)، وترتفع عن سطح البحر م، بلغ عدد سكانها 79740 نسمة في عام 2010 حسب إحصاء مكتب تعداد الولايات المتحدة وتصل الكثافة السكانية فيها 925.1 نسمة/كم2.

## التركيبة السكانية
قام مكتب تعداد الولايات المتحدة بتحديد بيانات التركيبة السكانية لفارمنغتون هيلزفي تعداد الولايات المتحدة. في ما يلي، التركيبة السكانية حسب تعدادي 2000 و2010.

### تعداد عام 2000
بلغ عدد سكان فارمنغتون هيلز 82,111 نسمة بحسب تعداد عام 2000، وبلغ عدد الأسر 33,559 أسرة وعدد العائلات 21,813 عائلة مقيمة في المدينة.
وتوزع التركيب العرقي للمدينة بنسبة 82.95% من البيض و 0.17% من الأمريكيين الأصليين و 7.54% من الأمريكيين ذوي الأصول الآسيوية و 0.02% من سكان جزر المحيط الهادئ و 6.94% من الأمريكيين الأفارقة و 1.93% من عرقين مختلطين أو أكثر.
بلغ عدد الأسر 33,559 أسرة كانت نسبة 29.5% منها لديها أطفال تحت سن الثامنة عشر تعيش معهم، وبلغت نسبة الأزواج القاطنين مع بعضهم البعض 56.0% من أصل المجموع الكلي للأسر، ونسبة 6.6% من الأسر كان لديها معيلات من الإناث دون وجود شريك، وكانت نسبة 35.0% من غير العائلات. تألفت نسبة 29.6% من أصل جميع الأسر من أفراد ونسبة 10.2% كانوا يعيش معهم شخص وحيد يبلغ من العمر 65 عاماً فما فوق. وبلغ متوسط حجم الأسرة المعيشية 3.04، أما متوسط حجم العائلات فبلغ 2.41.
بلغ العمر الوسطي للسكان 39 عاماً. وكانت نسبة 23.1% من القاطنين تحت سن الثامنة عشر، وكانت نسبة 6.7% بين الثامنة عشر والأربعة وعشرون عاماً، ونسبة 31.3% كانت واقعةً في الفئة العمرية ما بين الخامسة والعشرون حتى والأربعة وأربعون عاماً، ونسبة 24.6% كانت ما بين الخامسة والأربعون حتى الرابعة والستون، ونسبة 14.4% كانت ضمن فئة الخامسة والستون عاماً فما فوق. يوجد لكل 100 أنثى 93.8 ذكر، ويوجد لكل 100 أنثى في الثامنة عشر من عمرها فما فوق 90.2 ذكر.

### تعداد عام 2010
بلغ عدد سكان فارمنغتون هيلز 79,740 نسمة بحسب تعداد عام 2010، وبلغ عدد الأسر 33,559 أسرة وعدد العائلات 21,412 عائلة مقيمة في المدينة. في حين سجلت الكثافة السكانية 2,396.0 نسمة لكل ميل مربع (925.1/كم2). وبلغ عدد الوحدات السكنية 36,178 وحدة بمتوسط كثافة قدره 1,087.1 لكل ميل مربع (419.7/كم2).
وتوزع التركيب العرقي للمدينة بنسبة 69.7% من البيض و 0.2% من الأمريكيين الأصليين و 10.1% من الأمريكيين ذوي الأصول الآسيوية و 17.4% من الأمريكيين الأفارقة و 2.2% من عرقين مختلطين أو أكثر.
بلغ عدد الأسر 33,559 أسرة كانت نسبة 29.1% منها لديها أطفال تحت سن الثامنة عشر تعيش معهم، وبلغت نسبة الأزواج القاطنين مع بعضهم البعض 50.7% من أصل المجموع الكلي للأسر، ونسبة 9.9% من الأسر كان لديها معيلات من الإناث دون وجود شريك، بينما كانت نسبة 3.2% من الأسر لديها معيلون من الذكور دون وجود شريكة وكانت نسبة 36.2% من غير العائلات. وبلغ متوسط حجم الأسرة المعيشية 3.00، أما متوسط حجم العائلات فبلغ 2.36.
بلغ العمر الوسطي للسكان 42.1 عاماً. وكانت نسبة 21.5% من القاطنين تحت سن الثامنة عشر، وكانت نسبة 7.1% بين الثامنة عشر والأربعة وعشرون عاماً، ونسبة 25.2% كانت واقعةً في الفئة العمرية ما بين الخامسة والعشرون حتى والأربعة وأربعون عاماً، ونسبة 30.2% كانت ما بين الخامسة والأربعون حتى الرابعة والستون، ونسبة 15.9% كانت ضمن فئة الخامسة والستون عاماً فما فوق. وتوزع التركيب الجنسي للسكان بنسبة 47.1% ذكور و52.9% إناث.

## وصلات خارجية
- www.ci.farmington-hills.mi.us نسخة محفوظة 11 ديسمبر 2008 على موقع واي باك مشين.
- The US50 - Cities and Towns in Michigan State